# Комета (теплохід)

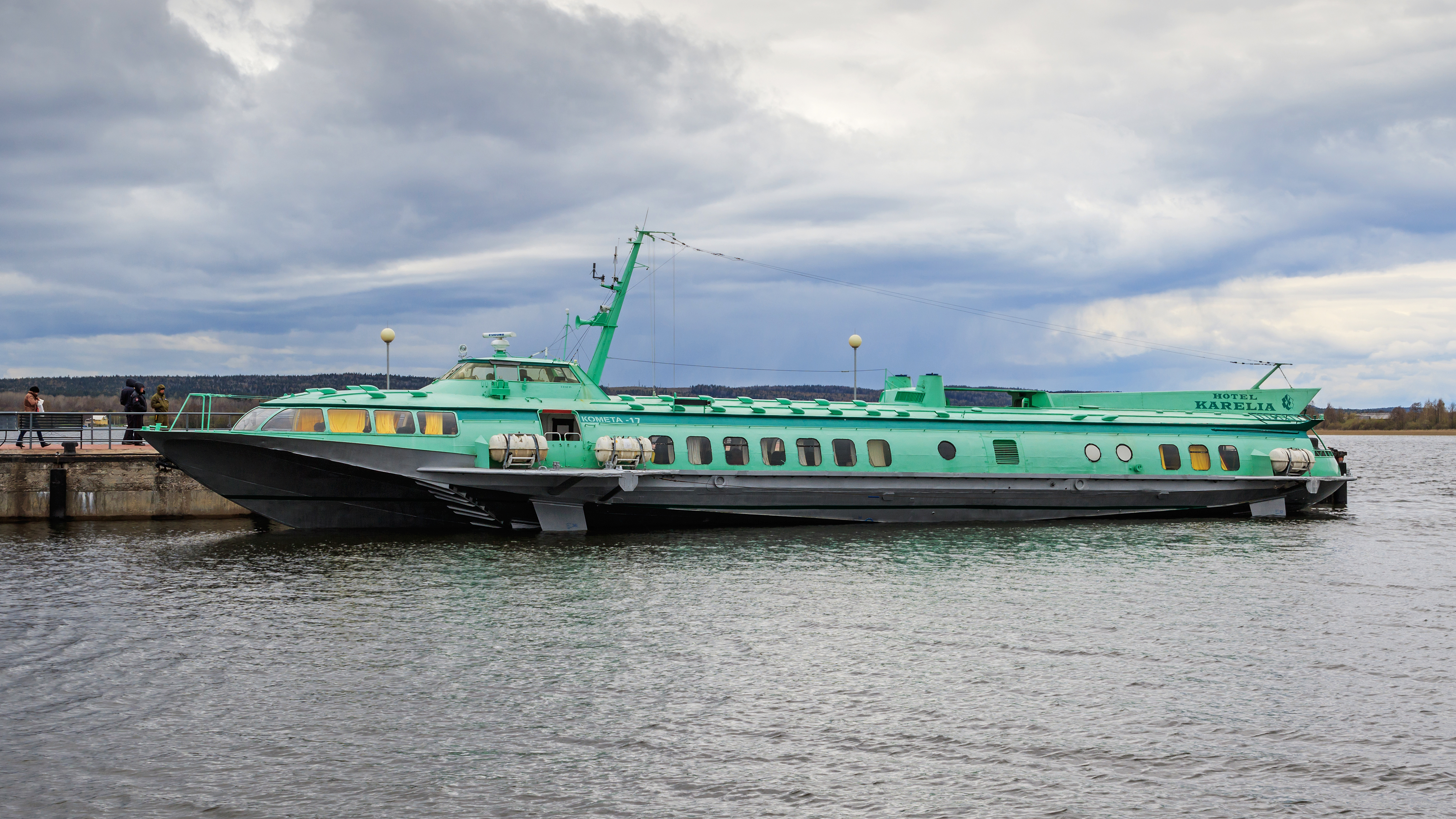

Комета — серія морських (перший в цьому класі) пасажирських теплоходів на підводних крилах. Головний конструктор: Ростислав Алексєєв.
Розроблено в 1961. Серійно вироблялися в 1964—1981 рр. на Феодосійському суднобудівному заводі «Море» (всього побудовано 86 «Комет», в тому числі 34 на експорт) і в 1962—1992 на Потійській судноверфі (проект 342 МЕ, 39 судів).
Високооборотні дизельні двигуни для теплохода поставлялися Леніградським заводом «Зірка».
На Чорному морі сьогодні діє постійна лінія Батумі — Поті — Сочі — Батумі, на якій працюють теплохід «Михайло Свєтлов» та швидкісна «Комета-51».